# Давиденко, Борис Павлович
Борис Павлович Давиденко — советский хозяйственный, государственный и политический деятель.

## Биография
Родился в 18.07.1902 году в Тбилиси. Член КПСС с 1920 года.
С 1918 года — на хозяйственной, общественной и политической работе. В 1918—1966 гг. — ремонтный рабочий на Закавказской железной дороге, участник Гражданской войны, начальник пограничной заставы, в управлении Азнефти в Баку, в Управлении Черноморского морского пароходства, первый секретарь Воднотранспортного райкома КПУ города Одессы, председатель Одесского горисполкома, председатель Ульяновского горисполкома (1947), заместитель председателя Куйбышевского облисполкома.
Делегат XVIII съезда ВКП(б).
Умер в 1981 году.